# Молодіжна збірна Сербії з футболу
Молодіжна збірна Сербії з футболу (серб. Фудбалска репрезентација Србије до 21. године) — національна футбольна збірна Сербії гравців віком до 21 року (U-21), яка підпорядкована Футбольному союзу Сербії.

## Історія
Збірна Сербії є правонаступником молодіжних збірних Югославії (виступала під такою назвою до 2003) та Сербії і Чорногорії (виступала в 2003 - 2007).

## Чемпіонати Європи
| Рік   | Раунд                   | Місце                   | І                       | В                       | Н                       | П                       | МЗ                      | МП                      |
| ----- | ----------------------- | ----------------------- | ----------------------- | ----------------------- | ----------------------- | ----------------------- | ----------------------- | ----------------------- |
| 1978  | Фінал                   | 1-е                     | 6                       | 3                       | 2                       | 1                       | 10                      | 7                       |
| 1980  | Півфінал                | 4-е                     | 4                       | 1                       | 1                       | 2                       | 3                       | 6                       |
| 1982  | Не пройшла кваліфікацію | Не пройшла кваліфікацію | Не пройшла кваліфікацію | Не пройшла кваліфікацію | Не пройшла кваліфікацію | Не пройшла кваліфікацію | Не пройшла кваліфікацію | Не пройшла кваліфікацію |
| 1984  | Півфінал                | 4-е                     | 4                       | 1                       | 0                       | 3                       | 4                       | 6                       |
| 1986  | Не пройшла кваліфікацію | Не пройшла кваліфікацію | Не пройшла кваліфікацію | Не пройшла кваліфікацію | Не пройшла кваліфікацію | Не пройшла кваліфікацію | Не пройшла кваліфікацію | Не пройшла кваліфікацію |
| 1988  | Не пройшла кваліфікацію | Не пройшла кваліфікацію | Не пройшла кваліфікацію | Не пройшла кваліфікацію | Не пройшла кваліфікацію | Не пройшла кваліфікацію | Не пройшла кваліфікацію | Не пройшла кваліфікацію |
| 1990  | Фінал                   | 2-е                     | 6                       | 2                       | 2                       | 2                       | 8                       | 9                       |
| 1992  | Не пройшла кваліфікацію | Не пройшла кваліфікацію | Не пройшла кваліфікацію | Не пройшла кваліфікацію | Не пройшла кваліфікацію | Не пройшла кваліфікацію | Не пройшла кваліфікацію | Не пройшла кваліфікацію |
| 1994  | Відсторонена            | Відсторонена            | Відсторонена            | Відсторонена            | Відсторонена            | Відсторонена            | Відсторонена            | Відсторонена            |
| 1996  | Відсторонена            | Відсторонена            | Відсторонена            | Відсторонена            | Відсторонена            | Відсторонена            | Відсторонена            | Відсторонена            |
| 1998  | Не пройшла кваліфікацію | Не пройшла кваліфікацію | Не пройшла кваліфікацію | Не пройшла кваліфікацію | Не пройшла кваліфікацію | Не пройшла кваліфікацію | Не пройшла кваліфікацію | Не пройшла кваліфікацію |
| 2000  | Не пройшла кваліфікацію | Не пройшла кваліфікацію | Не пройшла кваліфікацію | Не пройшла кваліфікацію | Не пройшла кваліфікацію | Не пройшла кваліфікацію | Не пройшла кваліфікацію | Не пройшла кваліфікацію |
| 2002  | Не пройшла кваліфікацію | Не пройшла кваліфікацію | Не пройшла кваліфікацію | Не пройшла кваліфікацію | Не пройшла кваліфікацію | Не пройшла кваліфікацію | Не пройшла кваліфікацію | Не пройшла кваліфікацію |
| 2004  | Фінал                   | 2-е                     | 6                       | 2                       | 2                       | 2                       | 7                       | 9                       |
| 2006  | Півфінал                | 4-е                     | 4                       | 1                       | 1                       | 2                       | 2                       | 3                       |
| 2007  | Фінал                   | 2-е                     | 5                       | 3                       | 0                       | 2                       | 5                       | 6                       |
| 2009  | Груповий раунд          | 6-е                     | 3                       | 0                       | 2                       | 1                       | 1                       | 3                       |
| 2011  | Не пройшла кваліфікацію | Не пройшла кваліфікацію | Не пройшла кваліфікацію | Не пройшла кваліфікацію | Не пройшла кваліфікацію | Не пройшла кваліфікацію | Не пройшла кваліфікацію | Не пройшла кваліфікацію |
| 2013  | Не пройшла кваліфікацію | Не пройшла кваліфікацію | Не пройшла кваліфікацію | Не пройшла кваліфікацію | Не пройшла кваліфікацію | Не пройшла кваліфікацію | Не пройшла кваліфікацію | Не пройшла кваліфікацію |
| 2015  | Груповий раунд          | 8-е                     | 3                       | 0                       | 1                       | 2                       | 1                       | 7                       |
| 2017  | Груповий раунд          | 10-е                    | 3                       | 0                       | 1                       | 2                       | 2                       | 5                       |
| 2019  | Груповий раунд          | 12-е                    | 3                       | 0                       | 0                       | 3                       | 1                       | 10                      |
| 2021  | Не пройшла кваліфікацію | Не пройшла кваліфікацію | Не пройшла кваліфікацію | Не пройшла кваліфікацію | Не пройшла кваліфікацію | Не пройшла кваліфікацію | Не пройшла кваліфікацію | Не пройшла кваліфікацію |
| 2023  | Не пройшла кваліфікацію | Не пройшла кваліфікацію | Не пройшла кваліфікацію | Не пройшла кваліфікацію | Не пройшла кваліфікацію | Не пройшла кваліфікацію | Не пройшла кваліфікацію | Не пройшла кваліфікацію |
| 2025  | Не пройшла кваліфікацію | Не пройшла кваліфікацію | Не пройшла кваліфікацію | Не пройшла кваліфікацію | Не пройшла кваліфікацію | Не пройшла кваліфікацію | Не пройшла кваліфікацію | Не пройшла кваліфікацію |
| Разом | 11/25                   | 1 титул                 | 47                      | 13                      | 12                      | 22                      | 44                      | 71                      |

## Олімпійські ігри
| Рік   | Раунд                   | Місце                   | І                       | В                       | Н                       | П                       | МЗ                      | МП                      |
| ----- | ----------------------- | ----------------------- | ----------------------- | ----------------------- | ----------------------- | ----------------------- | ----------------------- | ----------------------- |
| 1992  | Не пройшла кваліфікацію | Не пройшла кваліфікацію | Не пройшла кваліфікацію | Не пройшла кваліфікацію | Не пройшла кваліфікацію | Не пройшла кваліфікацію | Не пройшла кваліфікацію | Не пройшла кваліфікацію |
| 1996  | Відсторонена            | Відсторонена            | Відсторонена            | Відсторонена            | Відсторонена            | Відсторонена            | Відсторонена            | Відсторонена            |
| 2000  | Не пройшла кваліфікацію | Не пройшла кваліфікацію | Не пройшла кваліфікацію | Не пройшла кваліфікацію | Не пройшла кваліфікацію | Не пройшла кваліфікацію | Не пройшла кваліфікацію | Не пройшла кваліфікацію |
| 2004  | Груповий раунд          | 16-е                    | 3                       | 0                       | 0                       | 3                       | 3                       | 14                      |
| 2008  | Груповий раунд          | 12-е                    | 3                       | 0                       | 1                       | 2                       | 3                       | 7                       |
| 2012  | Не пройшла кваліфікацію | Не пройшла кваліфікацію | Не пройшла кваліфікацію | Не пройшла кваліфікацію | Не пройшла кваліфікацію | Не пройшла кваліфікацію | Не пройшла кваліфікацію | Не пройшла кваліфікацію |
| 2016  | Не пройшла кваліфікацію | Не пройшла кваліфікацію | Не пройшла кваліфікацію | Не пройшла кваліфікацію | Не пройшла кваліфікацію | Не пройшла кваліфікацію | Не пройшла кваліфікацію | Не пройшла кваліфікацію |
| 2020  | Не пройшла кваліфікацію | Не пройшла кваліфікацію | Не пройшла кваліфікацію | Не пройшла кваліфікацію | Не пройшла кваліфікацію | Не пройшла кваліфікацію | Не пройшла кваліфікацію | Не пройшла кваліфікацію |
| 2024  | Не пройшла кваліфікацію | Не пройшла кваліфікацію | Не пройшла кваліфікацію | Не пройшла кваліфікацію | Не пройшла кваліфікацію | Не пройшла кваліфікацію | Не пройшла кваліфікацію | Не пройшла кваліфікацію |
| Разом | 2/7                     | 0 титулів               | 6                       | 0                       | 1                       | 5                       | 6                       | 21                      |

## Досягнення
- Молодіжний чемпіонат світу:
  -  Чемпіон (2): 19871, 2015

1 Як Югославія.
- Молодіжний чемпіонат Європи:
  -  Чемпіон (1): 1978
  -  Віце-чемпіон (3): 1990, 2004, 2007